# AS-90
AS-90 (англ. «Artillery System for the 1990s»; абр. від артилерійська система 1990-х років, офіційне позначення — Gun Equipment 155 mm L131) — британська самохідна артилерійська установка. Розроблена і виготовлялася компанією Vickers Shipbuilding and Engineering.
Установка важить 45 тонн, озброєна гарматою калібру 155 мм і довжиною 39 калібрів.
Основним користувачем є сухопутні війська Великої Британії. Ліцензійне виробництво башт налагоджене у Польщі для САУ AHS Krab.

## Історія
Роботи над створенням AS-90 розпочались в середині 1980-х в ініціативному порядку в сподіванні, що програма зі створення SP70 зазнає невдачі. Коли це нарешті сталось, Міністерство оборони сформулювало вимоги до нової 155-мм САУ та провело чотири тендери. AS-90 перемогла, оскільки була єдиною САУ, яка на той час була не тільки «на папері». Міністерство також мало розглянути можливість придбання модернізованої M109.
У червні 1986 року, під час оборонної виставки британської армії прототип артилерійської установки показали для ЗМІ та широкої публіки. Нова артилерійська установка AS-90 пройшла всебічні випробування для підтвердження як своїх характеристик, так і відповідного рівня надійності. Загалом, артилерійська система проїхала близько 3000 км без єдиної несправності, а також здійснила понад 1500 пострілів без усіляких затримок та проблем.
Армійські випробування були завершені у червні 1987 року та охопили всі аспекти військового використання нової системи. Після завершення випробувань нова самохідна артилерійська установка отримала армійський індекс L131A1. Відтак розпочалися підготовчі роботи до серійного виробництва.
AS-90 була розроблена та виготовлялась на потужностях компанії Vickers Shipbuilding and Engineering (VSEL). У 1995 р. VSEL була придбана компанією Marconi Electronic Systems, а у 1999 році батьківською компанією VSEL стала BAE Systems. VSEL виготовила 179 машин у 1992—1995 роках за £300 млн ($480 млн). САУ AS-90 стали надходити до Британської армії у 1993 році. Отримані AS-90 були призначені для шістьох з восьми полків самохідної артилерії (кожен на 24 САУ), для заміни 105-мм САУ FV433 Abbot та старіших 155-мм САУ M109 і буксируваних гаубиць FH70.
В 1999 році компанія Marconi Electronic Systems отримала замовлення на модернізацію AS-90 британської армії для встановлення стволу завдовжки 52 калібрів заради збільшення дальності вогню. Критично важливу роль в програмі модернізації мала двомодульна система метального заряду виробництва компанії Somchem з ПАР (була обрана після ретельного випробування амуніції багатьох виробників), яка мала істотно зменшити зношення ствола. Проте, ці боєприпаси не змогли задовольнити вимоги щодо нечутливості боєприпасів, і тому проект довелось згорнути.
Протягом 2006—2009 років міністерство оборони досліджувало можливість модифікації корабельної гармати 4.5" Mark 8 для використання 155-мм боєприпасів єдиних з AS-90. Завдяки цьому сухопутні війська та Королівські ВМС мали би єдиний калібр, що спростило би логістику та дозволило би об'єднати зусилля над створенням активно-реактивних, високоточних боєприпасів, тощо.
AS-90 залишається на службі у Великій Британії та перебуватиме на озброєнні трьох полків. У 2008 році на озброєнні перебувало 134 AS-90, у 2015 році їх кількість була скорочена до 117. Артилерійські установки пройшли вдосконалення можливостей протягом 2008—2009 років, в основному були поліпшені електронні системи.
На початку 2022 року стало відомо, що AS90 заплановано зняти з озброєння до 2030 року, але пізніше це було відкладено до 2032 року, а заміну планували ввести в експлуатацію в 2029 році.

## Конструкція
В 1963 році низка країн-членів НАТО, в тому числі й Об'єднане Королівство, погодились на використання пострілів та гармат калібром 155 мм з стволом 39 калібрів завдовжки.
AS-90 має сумісну з цим стандартом гармату завдовжки 39 калібрів, яка здатна зробити постріл снарядом L15 на відстань 24,7 км. Однак, вона має новий механізм замикання ствола з обтюратором Крослі та магазином на 18 капсулів. Порохові заряди завантажуються без використання металевих гільз. Стандартні постріли для цієї гармати такі саме, як і для гаубиці FH-70 (L15 HE та метальні заряди), хоча на навчаннях зазвичай використовують менш ефективні, але дешевші снаряди M107.
Гармата має двокамерне дульне гальмо, ежектор та інтегрований магазин на 12 праймерів. Артилерійська система здатна вистрілити чергу з трьох снарядів менш як за 10 секунд, а за інтенсивної стрільби має постійну скорострільність два постріли за хвилину або шість пострілів за три хвилини.
Заряджання гармати відбувається завдяки системі досилання, а установка додаткового лотка дозволяє здійснювати швидке заряджання після кожного пострілу. Додатково є можливість здійснювати заряджання гармати ручним способом у разі несправності. AS-90 сумісна з високоточним снарядом M982 Excalibur.
САУ має допоміжну силову установку, що працює незалежно від основного двигуна. Наведення гармати за азимутом та піднесенням здійснюється електричними сервоприводами.
Машини обладнані автономною системою навігації та наведення (DRU; англ. «Dynamic Reference Unit»). Комп'ютер управління баштою (TCC; англ. «Turret Control Computer») може керувати всіма основними функціями башти. Модулі управління знаходяться на місцях командира, заряджальника та навідника. Завдяки DRU та TCC можливе автоматичне наведення гармати. Кожна гармата обладнана радаром для вимірювання початкової швидкості снаряду. Також передбачена можливість ведення вогню прямим наведенням.
Переведення з похідного положення в бойове відбувається за менш ніж хвилину, так само і переведення з бойового у похідне. При цьому обслуга може перебувати в кабіні а ствол може бути зачеплений і розчеплений без виходу з кабіни.

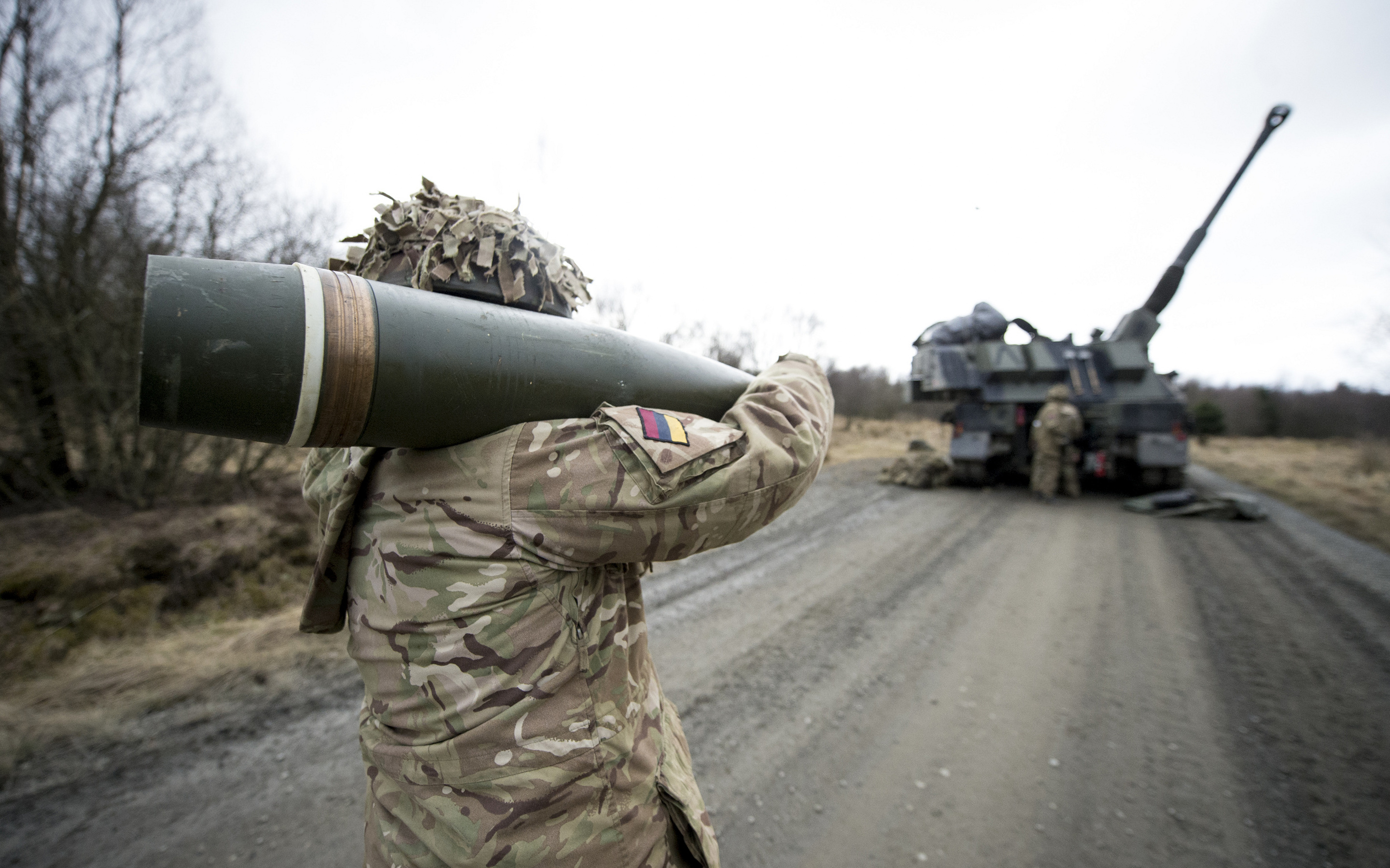
Солдат з обслуги AS-90 зі снарядом до гармати. Навчання «Сталева шабля», 2015 рік
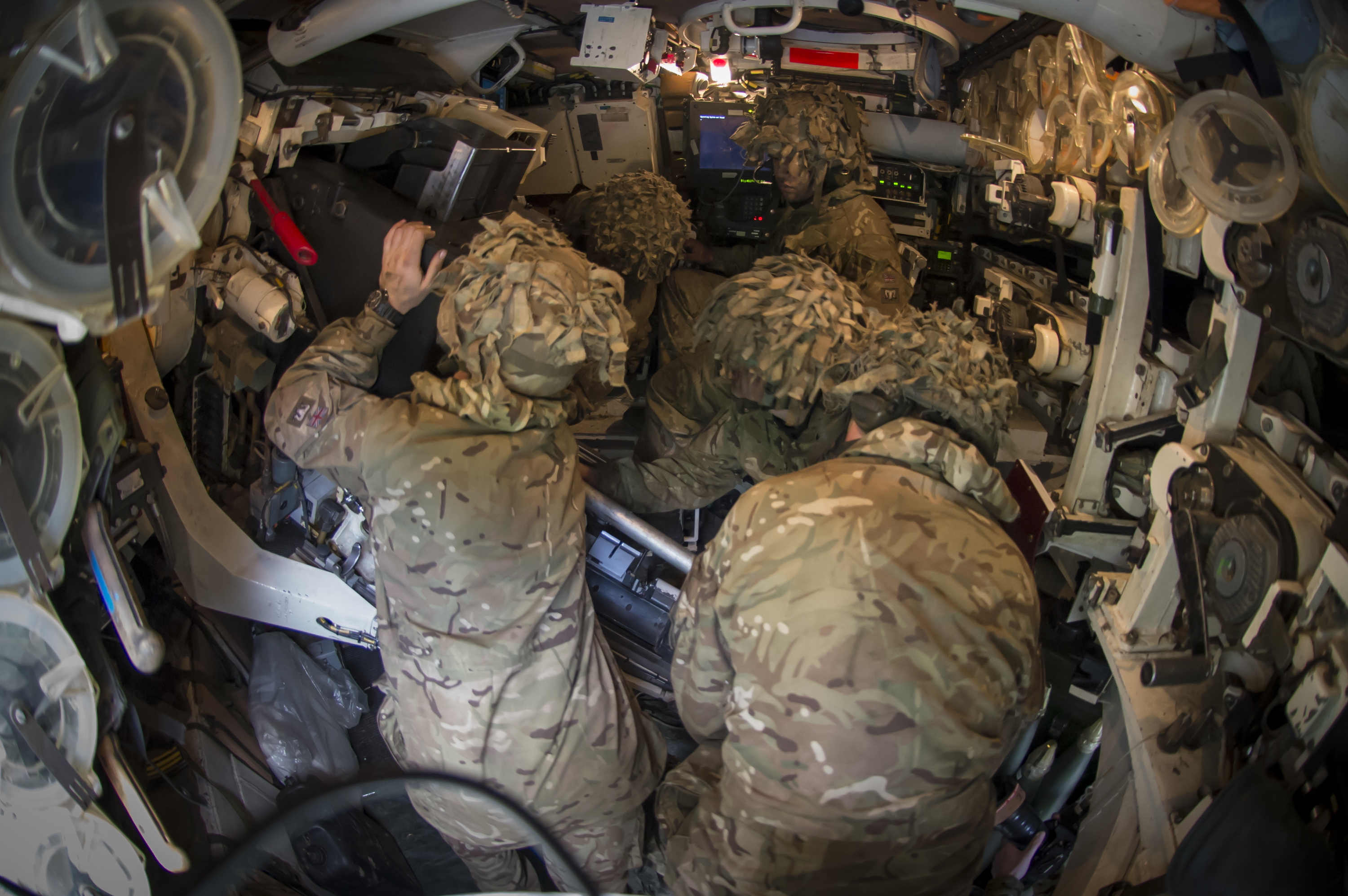
Всередині AS-90. Навчання «Сталева шабля», 2015 рік

## Тактико-технічні характеристики

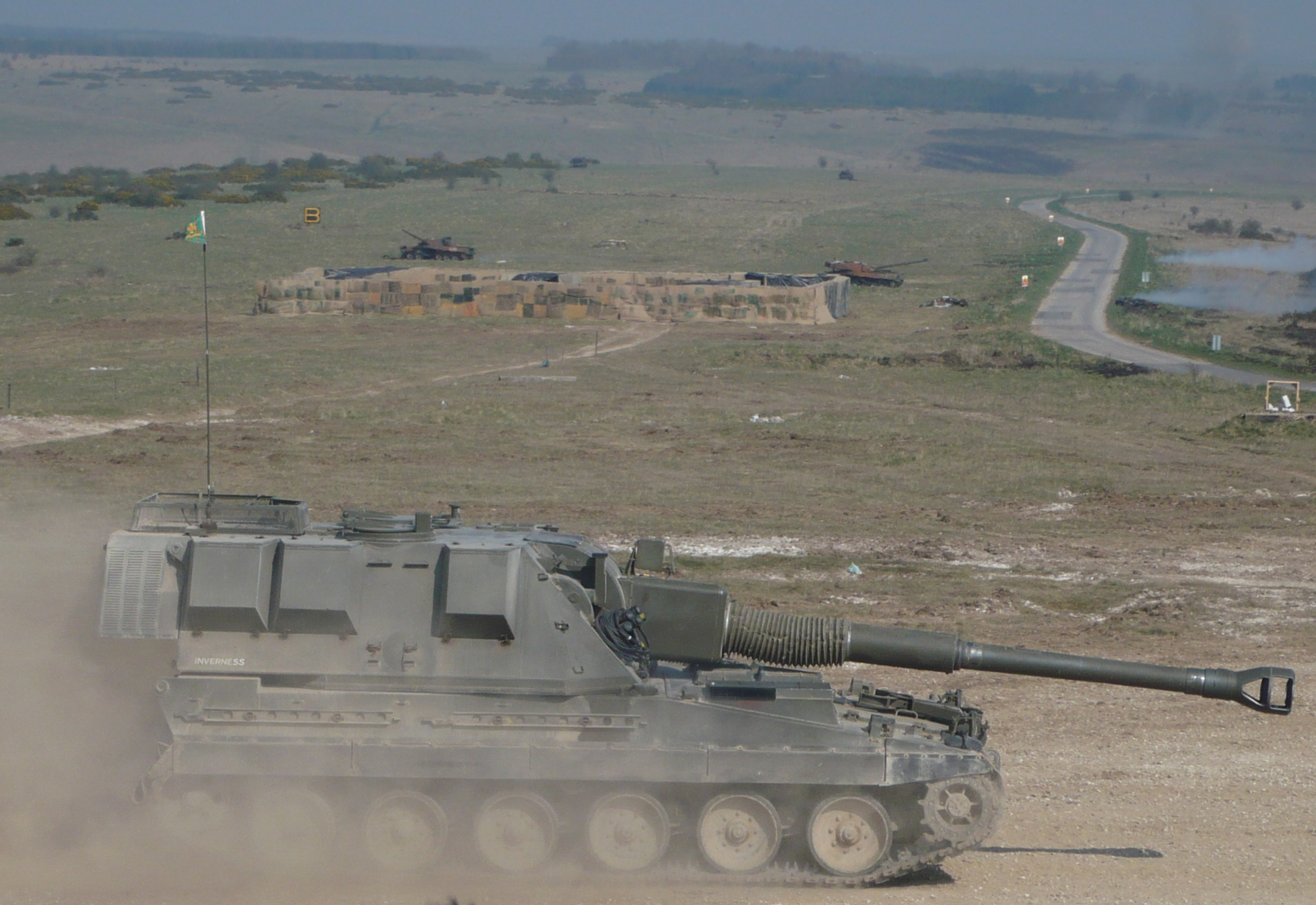
AS-90 на рівнині Сейлісбері

- Обслуга: 5 чоловік в поході (водій та 4 чоловік обслуги гармати), повна обслуга 10 чоловік разом з водієм, 4 чоловіки обслуги знаходяться в башті.
- Довжина: 9,07 м
- Ширина: 3,3 м
- Висота: 3,0 м
- Броньовий захист: 17 мм (найбільша товщина, сталева броня)
- Маса: 45 т
- Калібр: 155 мм
- Максимальна дальність: 24,9 км (ствол 39 калібрів), 30 км (52 калібри) стандартними боєприпасами
- Темп стрільби: 3 постріли за 10 секунд (черга), 6 пострілів за 3 хвилини (швидкий темп), 2 постріли за хвилину протягом 60 хвилин (сталий темп)
- Допоміжне озброєння: 7,62 мм L7 GPMG
- Боєзапас: 48 снарядів разом з зарядними картузами (31 у башті та 17 у корпусі), 1000 набоїв для кулемета
- Основний двигун: Cummins VTA903T 660 bhp 90 градусів, v8, 4 такти, рідинне охолодження, турбодизель,
- Максимальна швидкість: 55 км/год (по шосе)
- Запас ходу: 370 км (по шосе)
- Просвіт: 0,41 м; Нахил: 60°; Вертикальна перешкода: 0,75 м; Подолання рову: 2,8 м; Глибина броду: 1,5 м

## Бойове застосування

### Війна в Іраку

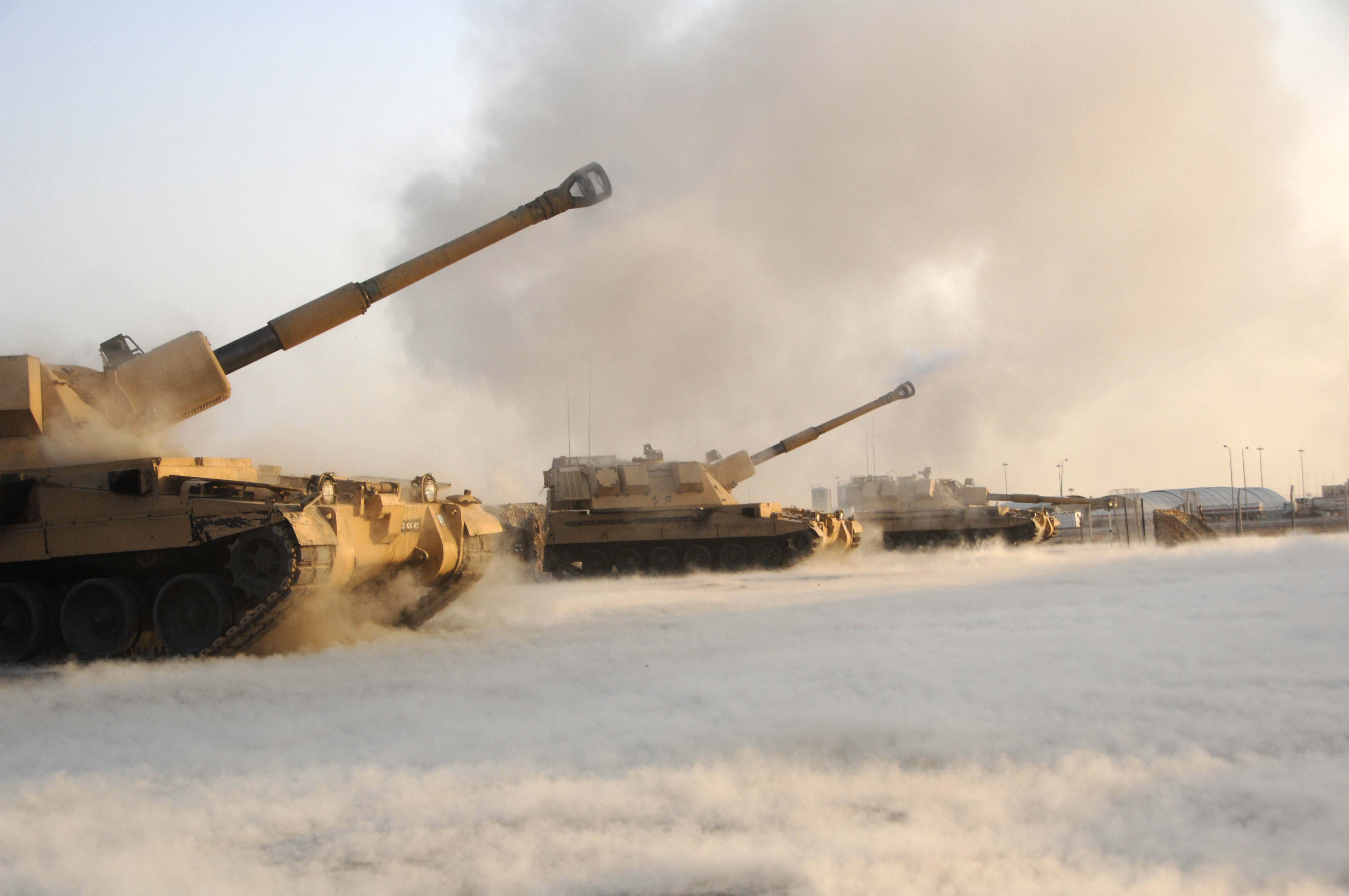
AS-90 розгорнуті 3-м полком королівської кінної артилерії в Іраку, Басра, 2008 рік

Вперше AS-90 використовувалась під час другої війни в Іраці, де за словами генерала Робіна Брімса, установка продемонструвала феноменальну точність та надійність у важких кліматичних умовах.
AS90 використовувалися для обстрілу іракських мінометних позицій під час битви за Басру, однієї з перших битв конфлікту. У жовтні 2023 року міністр оборони Адам Інгрем заявив, що рівень готовності цієї техніки під час війни становив 92%.

### Російське вторгнення в Україну
У 2023 році Велика Британія передала Україні 20 боєготових AS-90 та 12 несправних для використання як донорів частин під час російського вторгнення в Україну. Перший бойовий досвід їх застосування відбувся в червні 2023 року. За словами українських військових, AS90 перевершує наявні радянські артилерійські системи, такі як 2С1 «Гвоздика» та 2С3 «Акація», як за дальністю, так і за точністю.
23 червня 2023 року під час українського контрнаступу на запорізькому напрямку за допомогою AS-90 було знищено 3 російські 122-мм гаубиці Д-30.
Також відомо про застосування САУ AS-90 під час боїв в Курській області. 
Станом на 23 липня 2025 року редактори Oryx Blog знайшли фото чи відео підтвердження безповоротної втрати Україною 13 САУ AS-90: 13 знищено та ще 6 одиниць отримали пошкодження.

## Оператори
- Велика Британія: 39 одиниць на озброєнні, станом на 2025 рік[17]. У травні 2025 року видання Army Technology повідомило, що Британія передасть всі свої AS-90 Україні[18].
  - Сухопутні війська Великої Британії, Королівський полк артилерії
    - 1-й полк королівської кінної артилерії[19].
    - 19-й артилерійський полк[20].
- Україна: близько 50 одиниць на озброєнні, станом на 2025 рік[21]. Передані як військова допомога під час вторгнення РФ в Україну.
  - 3-тя окрема штурмова бригада[22]
  - 58-ма окрема мотопіхотна бригада[23]
  - 117-та окрема важка механізована бригада[24]
  - 151-ша окрема механізована бригада[25]

### Україна
Наприкінці квітня 2022 року британські ЗМІ повідомили про намір Великої Британії передати Україні 20 САУ AS-90 та ще 45 тисяч снарядів для них. Самохідні артилерійські установки мали бути передані зі складу Збройних сил Великої Британії. Навчання мало відбуватися в одній з країн поблизу України. Трохи згодом міністр оборони Великої Британії Бен Уоллес спростував раніше поширену в ЗМІ інформацію. Натомість він зазначив, що Велика Британія розглядає можливість передачі Україні легких 105-мм гаубиць L118.
4 березня 2023 року Вадим Пристайко повідомив, що Україні буде передано 33 одиниці САУ.
26 вересня 2024 року Міністерство оборони Об'єднаного королівства повідомило про передачу Україні 16 AS-90, частину з яких вже було доставлено.